# Contarinia veronicastrum
Contarinia veronicastrum är en tvåvingeart som beskrevs av Fedotova 2003. Contarinia veronicastrum ingår i släktet Contarinia och familjen gallmyggor. Inga underarter finns listade i Catalogue of Life.